# کنت کنان
کنت ویلر کنان (انگلیسی: Kent Wheeler Kennan؛ ۱۸ آوریل ۱۹۱۳ میلواکی، ویسکانسین – ۱ نوامبر ۲۰۰۳ آستین، تگزاس) آهنگساز، آموزگار موسیقی، استاد دانشگاه و نوازنده پیانو اهل ایالات متحده آمریکا بود.

## زندگی‌نامه
او پس از فراگیری ارگ و پیانو، مدرک آهنگسازی و تئوری موسیقی را از دانشگاه میشیگان و مدرسه موسیقی ایستمن دریافت کرد. در سن ۲۳ سالگی «جایزه رم» به او اعطا شد و بدینوسیله این اجازه را یافت تا به مدت سه سال در اروپا و در «آکادمی آمریکایی در رم» تحصیل کند. وی برادر ناتنی دیپلمات آمریکایی، جرج اف. کنان بود. 

## فعالیت‌ها
کنت کنان بیشترین دوران کاری خود را در دانشگاه تگزاس در آستین گذراند، وی همچنین به‌طور پراکنده در دانشگاه ایالتی کنت نیز تدریس می‌کرد. فعالیت‌های هنری او در دوران جنگ جهانی دوم به‌خاطر خدمت در نیروی زمینی ایالات متحده آمریکا و حضور در یک گروه موسیقی نظامی، به مدت دو سال (۱۹۴۹–۱۹۴۷)، متوقف شد که پس از ترخیص و قبل از بازگشت به تگزاس، مدتی در دانشگاه ایالتی اوهایو تدریس کرد.

## آثار
ساخته‌های کنت کنان شامل آثاری برای ارکستر، گروه مجلسی، تکنوازی، ترانه‌ها و همچنین موسیقی برای گروه کر است. سونات او برای ترومپت و پیانو بخشی از رپرتوار استاندارد برای بسیاری از دانشجویان سازِ ترومپت در دانشگاه‌ها است. قطعهٔ «سولوی شبانه» او در سال ۱۹۳۶ نوشته شد و برای تکنوازی فلوت، پیانو و زهی‌ها تنظیم شده‌است. کنان آخرین اثر مهم خود را در سال ۱۹۵۶ در سن ۴۳ سالگی ساخت و تا حد زیادی آهنگسازی را رها کرد و فقط چند قطعۀ کوتاه نوشت. پس از آن وی بیشتر وقت خود را وقفِ تدریس و نویسندگی در حوزهٔ آموزش موسیقی کرد.
از آثار مکتوب کنان، کتاب‌های کنترپوان و تکنیک ارکستراسیون،
به‌عنوان متون آموزشی به‌طور گسترده مورد استفاده قرار گرفته‌اند.

## یادداشت
1. ↑  Rome Prize
2. ↑   American Academy in Rome

## یادکرد
1. ↑  Marrocco, W. Thomas. "Kennan, Kent". Oxford Music Online. Oxford University Press. Retrieved 8 June 2015.
2. ↑  Kennan, Kent. Counterpoint. New Jersey: Prentice-Hall, 1987.
شابک ‎۰−۱۳−۱۸۴۲۳۵−۸. شابک ‎۹۷۸−۰−۱۳−۱۸۴۲۳۵−۹
3. ↑  Kennan, Kent. The Technique of Orchestration. New Jersey: Prentice-Hall, 1952, 1970, 1983, 1990, 1996, 2002. شابک ‎۰−۱۳−۹۰۰۳۰۸−۸. شابک ‎۰−۱۳−۴۶۶۳۲۷−۶. شابک ‎۹۷۸−۰−۱۳−۴۶۶۳۲۷−۲